# Прогресивни метал
Прогресивни метал (енгл. progressive metal) је жанр метал музике који укључује елементе прогресивног рока као што су сложене композицијске структуре, неуобичајена ритмика и комплексна оркестрација. Многи извођачи и групе у оквиру овог жанра укључују у своју музику елементе џез и класичне музике. Као и код прогресивног рока, нумере су много дуже, што није уобичајено за метал музику, а често се тематски везују у „концептне албуме“.
Њему близак жанр је тзв. авангардни метал.

## Утицајни и значајни извођачи
Сортирано према абецедном реду:
|  |  |  |